# 跳舞街
《跳舞街》是香港女歌手陳慧嫻於1986年推出的經典快歌，改編自英國女歌手Angie Gold的首本名曲《Eat You Up》，由林敏驄填詞，收錄於同年推出、亦是陳慧嫻加盟寶麗金後的首張大碟《反叛》。隨著這首歌的大紅，造就了陳慧嫻踏上成為一線歌手之路。陳慧嫻憑這首歌取得香港電台中文歌曲龍虎榜的冠軍位置，更獲得1986年度勁歌金曲最受歡迎Disco歌曲大獎。

## 簡介
由於當時流行日式打扮，加上陳慧嫻原屬少女雜誌亦曾有多個不同造型，陳慧嫻順理成章在《反叛》一碟以日系少女為風格。而形象方面，則展現了「俏皮」、「叛逆」的個性，她更指是「做回自己」。第一主打歌《跳舞街》一推出立即非常流行，由於節奏明快，「差一分鐘 天就黑晒」、「腿總不肯安放原位」等爽朗的歌詞，令人聞歌起舞，特別為年輕人喜愛，是Disco的熱門歌曲之一。《跳舞街》歌詞「Do you wanna dance tonight」及「Do you wanna hold me tight」是由《Eat You Up》日版改編曲《Dancing Hero (ダンシングヒーロー) 》移植過來。此外，荻野目洋子曾來港出席《勁歌金曲》表演《Dancing Hero》。《跳舞街》作曲Anthony Baker及Angelina Kyte，填詞林敏驄、編曲渡邊茂樹，監製則是陳慧嫻加盟寶麗金後合作的歐丁玉。其後陳歐二人合作無間，更發展成情侶，惟最後卻分手收場。
林敏驄在香港樂壇填詞界地位超然，而其「鬼馬」風格亦是特色之一，在《跳舞街》歌詞的末段，林敏驄填寫了「吳縣濟」（唔願制，即不願接受），「劉並蒂」（流鼻涕）等名字，而「神合體」則是日本動畫「六神合體」的機械人，展現了林敏驄搞笑的風格。而在TVB拍攝的MV當中，每叫一個人名時都有一人轉過身過來。這些「伴舞」的人其實都是歌迷會的幹事，後來陳慧嫻在她後來的演唱會也有提及，還把每一個人名指出來，特別是最後一句「我都唔知點解司空敏慧會係男仔」。這一堆人名後來於2011年TVB翡翠台播放的電視劇《花花世界花家姐》裡成為了部分角色的名字。另外，歌詞又表達了應及時行樂的價值觀，例如「光陰好比閃電飛快」、「明日 似在遙遠」等句，因此應盡情玩樂，暫時忘卻之後要發生的事。
台灣歌手藍心湄在1987年也曾改編《ダンシング・ヒーロー (Eat You Up)》為國語歌曲《舞動的心》，次年（1988年）陳慧嫻在台灣出版國語專輯《傻女》時直接取用《舞動的心》的版本重唱。
2002年，香港歌手尹光推出具Techno風格的饒舌歌曲《少理阿爸》，歌詞中有提及《跳舞街》。
2024年，在以1980年代九龍寨城為背景的香港電影《九龍城寨之圍城》中，開場歌廳一幕的背景音樂正是《跳舞街》。

## 音樂錄影帶
《跳舞街》有兩個TVB版本音樂錄影帶，1986年版本為大嶼山澄碧邨拍攝版本，另一版本為1988年「可口可樂金曲穿梭Summer Time」版本，當時尚未走紅的謝天華參與伴舞。

## 獎項
- 1986年度十大勁歌金曲頒獎禮 - 最受歡迎Disco歌曲獎[7]

## 流行榜成績
| 流行榜   | RTHK龍虎榜 | TVB勁歌金榜 |
| -------- | ---------- | ----------- |
| 最高位置 | 1          | 4           |

- 《跳舞街》在1986年的香港電台中文歌曲龍虎榜第23週成為冠軍歌曲。[8]

## 其他版本
香港樂壇不時出現「鬧雙胞」情況，此曲另一版本為林志美的《勁之夜》，並由林振強填詞。不過由於陳慧嫻的風格活潑，而且能駕馭輕快歌曲，並配合林敏驄所填之歌詞，令《跳舞街》成為更熱門的版本。
2022年陳慧嫻參加中國內地音樂綜藝節目《我們的歌 (第四季)》，與中國內地歌手楊坤和孟慧圓合唱此歌。
而有「翻版陳慧嫻」之稱的糖兄妹成員糖妹亦曾多次於不同場合中翻唱此曲，包括：
- 2011年：無綫電視《歡樂滿東華》[12]；
- 2012年：無綫電視《善心滿載仁愛堂》(改編詞版本，與Super Gear、Super Girls、As One合作)；
- 2014年：東港城眾樂狂歌Countdown Show 2015[13]；
- 2015年：糖妹 & Friends 除夕倒數音樂會 2015[14]；
- 2017年：今天星閃閃35年時日如飛林敏驄腦交戰作品展演唱會」[15]；
- 2018年：糖妹一起演唱會[16]。

此外，歌手李玟、藝人林穎彤、歌手方麗盈、藝人容羨媛、《聲夢傳奇》參賽者文凱婷、鍾柔美（比賽結束後亦曾與其他《聲》出身的歌手合唱三人、四人版本）、《聲夢JUNIOR》參賽者繆昀希、《全民造星III》參賽者蔡寶欣、《中年好聲音》參賽者周吉佩亦曾翻唱此曲。
2022年此歌填詞人林敏驄因主演話題劇集《下流上車族》而成為焦點，翌年他舉行紀念入行40周年的演唱會「蘇格蘭場今天星閃閃林敏驄暨車總腦交戰時日如飛40週年成人禮作品展演唱會之PART 2更精采」，曾與林敏驄合唱《下》劇主題曲的文凱婷，再度與鍾柔美合唱此歌，另外在《下》劇中飾演林敏驄女兒的演員郭柏姸亦獨唱了此歌的其中一段。

## 備註
1. ↑  除了粵語版，各地區寄調於《Eat You Up》的歌曲，不論日語、韓語、臺灣國語均有多於一個的版本。而華人地區的版本在編曲上均源於荻野目洋子的《ダンシング・ヒーロー (Eat You Up)》，在歌詞主題上亦多受其影響。
2. ↑  三人版本由鍾柔美、詹天文及文凱婷主唱。
3. ↑  四人版本由鍾柔美、詹天文、文凱婷及潘靜文主唱。